# Ade Alleyne-Forte
Ade Alleyne-Forte, född den 11 oktober 1988 i San Fernando, Trinidad och Tobago, är en trinidisk friidrottare inom kortdistanslöpning.
Han ingick i Trinidad och Tobagos lag som tog OS-brons på 4 x 400 meter stafett vid friidrottstävlingarna 2012 i London.